# (5284) Орсилок
(5284) Орсилок (лат. Orsilocus) — типичный троянский астероид Юпитера, движущийся в точке Лагранжа L4, в 60° впереди планеты. Астероид был открыт 1 февраля 1989 года американскими астрономами Кэролин и Юджином Шумейкер в Паломарской обсерватории и назван в честь одного из героев Троянской войны.

Орбита астероида Пирр и его положение в Солнечной системе
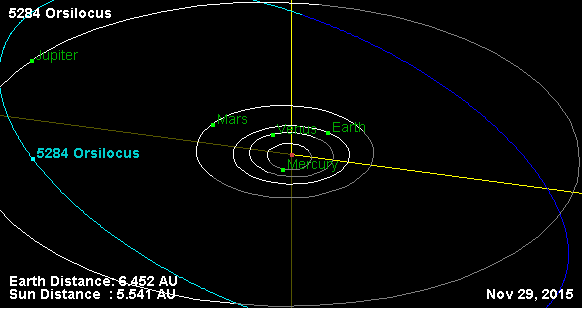
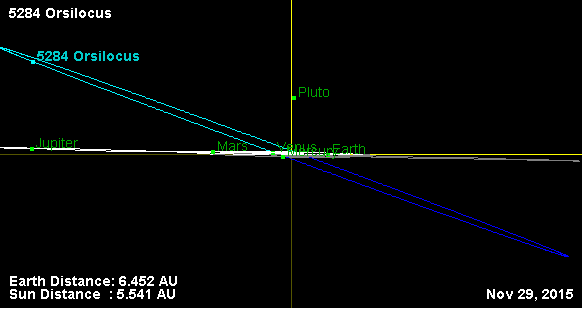